# Episodi di New York Undercover (prima stagione)
La prima stagione della serie televisiva New York Undercover è stata trasmessa in anteprima negli Stati Uniti d'America dalla Fox tra l'8 settembre 1994 e l'11 maggio 1995.
| nº | Titolo originale                 | Titolo italiano | Prima TV USA      | Prima TV Italia |
| -- | -------------------------------- | --------------- | ----------------- | --------------- |
| 1  | School Ties                      |                 | 8 settembre 1994  |                 |
| 2  | Pilot                            |                 | 15 settembre 1994 |                 |
| 3  | Sins of the Father               |                 | 22 settembre 1994 |                 |
| 4  | To Protect and Serve             |                 | 29 settembre 1994 |                 |
| 5  | Garbage                          |                 | 6 ottobre 1994    |                 |
| 6  | After Shakespeare                |                 | 13 ottobre 1994   |                 |
| 7  | Tasha                            |                 | 27 ottobre 1994   |                 |
| 8  | Missing                          |                 | 3 novembre 1994   |                 |
| 9  | The Friendly Neighborhood Dealer |                 | 10 novembre 1994  |                 |
| 10 | Mate                             |                 | 17 novembre 1994  |                 |
| 11 | The Eyewitness Blues             |                 | 24 novembre 1994  |                 |
| 12 | Blondes Have More Fun            |                 | 8 dicembre 1994   |                 |
| 13 | Los Macheteros                   |                 | 15 dicembre 1994  |                 |
| 14 | Private Enemy No. 1              |                 | 5 gennaio 1995    |                 |
| 15 | The Smoking Section              |                 | 19 gennaio 1995   |                 |
| 16 | Mama Said Knock You Out          |                 | 2 febbraio 1995   |                 |
| 17 | You Get No Respect               |                 | 9 febbraio 1995   |                 |
| 18 | Innocent Bystanders              |                 | 16 febbraio 1995  |                 |
| 19 | CAT                              |                 | 23 febbraio 1995  |                 |
| 20 | All in the Family                |                 | 16 marzo 1995     |                 |
| 21 | Eliminate the Middleman          |                 | 30 marzo 1995     |                 |
| 22 | Olde Tyme Religion               |                 | 6 aprile 1995     |                 |
| 23 | The Shooter                      |                 | 13 aprile 1995    |                 |
| 24 | Manchild                         |                 | 27 aprile 1995    |                 |
| 25 | Downtown Girl                    |                 | 4 maggio 1995     |                 |
| 26 | Catman Comes Back                |                 | 11 maggio 1995    |                 |